# Ramón Díaz del Río
Ramón Díaz del Río Jáudenes (n. 11 decembrie 1940, Vigo, Galicia, Spania – d. 20 noiembrie 2023, Vigo, Galicia, Spania) a fost un inginer naval și om politic spaniol. Membru al Alianței Populare, a fost deputat în Parlamentul European între 1987 și 1989.
Del Río a murit la Vigo pe 20 noiembrie 2023, la vârsta de 82 de ani.